# Lafayette (Tennessee)
Lafayette – miasto w Stanach Zjednoczonych, w stanie Tennessee, siedziba administracyjna hrabstwa Macon.